# Nuno Crato
Nuno Paulo de Sousa Arrobas Crato GCIH, GCPI  (Lisboa, 9 de marzo de 1952) es un matemático y estadístico portugués. Fue entre 2011 y 2015 el ministro de Educación y Ciencia / ministro de Ciencia, Tecnología y Enseñanza Superior de Portugal.

## Vida
Está licenciado en Economía por la Universidad Técnica de Lisboa y es doctor en Matemáticas Aplicadas por la Universidad de Delaware. Ha trabajado para el Instituto Superior de Economía, la Universidad de las Azores, el Stevens Institute of Technology y el New Jersey Institute of Technology. Desde 2000 es profesor en el Instituto Superior de Economía y Gestión (ISEG). Fue también prorrector de la universidade Técnica de Lisboa.
En 2008, el presidente Cavaco Silva le nombró comendador de la Orden del Infante Don Enrique y en 2008 Grã-cruz de la misma Orden. En 2022, el presidente Marcelo Rebelo de Sousa lo nombró Grã-Cruz de la orden de Instruzion Publica. 
En junio de 2010 fue nombrado presidente ejecutivo de Taguspark.
Vivió y trabajó en Lisboa, Azores, Estados Unidos e Italia.

## Vida pública

### Ministro de la Educación
Una de las primeras medidas que tomó como Ministro de Educación y Ciencia fue aumentar el número de horas impartidas en Portugués y Matemáticas en la Educación Básica.
Hizo del inglés una materia obligatoria por cinco años, en el segundo y tercer ciclo, luego por siete años, comenzando esta materia en el 3er año de escolaridad a partir del curso 2015/16.
En 2012 introdujo los Exámenes Finales en el 6° año de escolaridad y en 2013 en el 4° año.
Determinó la elaboración de Metas Curriculares que promuevan una clarificación de los contenidos fundamentales de los Programas y permitan mayor claridad en los desempeños deseados. Estos objetivos permiten a los profesores, autores de libros de texto, autores de exámenes y otros participantes en el proceso educativo, a saber, estudiantes y padres, orientar su trabajo. En 2013 creó nuevos programas de Matemáticas en Educación Básica y Media y en otras materias, derogando los anteriores, que consideraba no tenían la exigencia y coherencia necesarias y estaban plagados de recomendaciones pedagógicas obsoletas y restringiendo la libertad de los docentes.
Durante los cuatro años de su mandato, las tasas de deserción se redujeron considerablemente, del 23-27 % al 13,7 %, y las tasas de retención mejoraron, cayendo a niveles históricamente bajos. Las evaluaciones internacionales de TIMSS y PISA en 2015 mostraron una mejora muy significativa, con Portugal alcanzando los mejores valores de la historia. Algunos analistas atribuyen esta mejora a una política de evaluación externa sistemática de estudiantes, escuelas y docentes, a programas y objetivos curriculares más exigentes y ambiciosos.
En la educación superior, definió lineamientos en cuanto a su internacionalización y una distinción más clara entre los roles de las universidades y los politécnicos y promovió la creación de ciclos cortos de educación superior, con una duración de dos años.

## Obra Académica
Sus trabajos de investigación inciden sobre procesos estocásticos y series temporales con diversas aplicaciones, sobre todo, climáticas y financieras. Fue presidente y coordinador científico del centro de investigación CEMAPRE del ISEG.
Fue presidente de la Sociedad Portuguesa de Matemática entre 2004 y 2010 y miembro del Fórum Internacional de Investigadores Portugueses (FIIP).

## Obra
Además de sus contribuciones a la investigación científica, ha publicado en los campos de divulgación científica y educación. Algunos de sus libros han sido publicados en algunos idiomas y países, como Portugal, Brasil, Estados Unidos, Reino Unido e Italia. Es coautor de Eclipses (Gradiva, 1999), autor de Zodíaco: Constelações e Mitos (Gradiva, 2001) y O 'Eduquês en Discurso Directo: Uma Crítica da Pedagogia Romântica e Construtivista y A Matemática das Coisas (SPM/Gradiva, 2008), Passeio Aleatório (Gradiva, 2007),, coautor de Trânsitos de Vénus (Gradiva, 2004), de A Espiral Dourada (Gradiva, 2006), Relógios de Sol (CTT, 2007), O Eclipse de Einstein -- Einsteins's Eclipse (CTT, 2019),  así como de otras obras de divulgación y intervención.
La Sociedad Europea de Matemática le otorgó en 2003 el primer premio del concurso Public Awareness of Mathematics por su trabajo de investigación. La Comisión europea le otorgó un Premio Europeo de la Ciencia.
Sus libros recientes incluyen:
- Crato, Nuno (23 de noviembre de 2020). Improving a Country’s Education: PISA 2018 Results in 10 Countries (en inglés). Springer Nature. ISBN 978-3-030-59031-4. doi:10.1007/978-3-030-59031-4. Consultado el 23 de agosto de 2024.
- Crato, Nuno; Paruolo, Paolo (2 de octubre de 2018). Data-Driven Policy Impact Evaluation: How Access to Microdata is Transforming Policy Design (en inglés). Springer. ISBN 978-3-319-78461-8. Consultado el 23 de agosto de 2024.
- Behrends, Ehrhard; Crato, Nuno; Rodrigues, José Francisco (4 de julio de 2012). Raising Public Awareness of Mathematics (en inglés). Springer Science & Business Media. ISBN 978-3-642-25710-0. Consultado el 23 de agosto de 2024.
- Crato, Nuno (19 de octubre de 2010). Figuring It Out: Entertaining Encounters with Everyday Math (en inglés). Springer Science & Business Media. ISBN 978-3-642-04833-3. Consultado el 23 de agosto de 2024.